# Distinguished Professor
Distinguished Professor (Illustre professore) è un titolo accademico assegnato ad alcuni dei migliori professori di ruolo in un'università, scuola o dipartimento. Alcuni distinguished professor possono avere cattedre sovvenzionate.

## Negli Stati Uniti
Spesso titoli specifici di un'istituzione, come "professore del presidente", "professore universitario", "illustre professore", "illustre professore di ricerca", "illustre professore insegnante", "illustre professore universitario" o "professore reggente", sono concessi a una piccola percentuale di docenti di ruolo considerati particolarmente importanti nei rispettivi campi di ricerca. Alcune istituzioni concedono titoli formali più specifici per un'università, come "Institute Professor" al M.I.T., "Sterling Professor" alla Università Yale o "James B. Duke Professor" alla Università Duke.
Alcune organizzazioni accademiche e/o di dottorato possono anche conferire il titolo di "distinguished professor" in riconoscimento dei risultati raggiunti nel corso della carriera accademica. Ad esempio l'Association of Collegiate Schools of Architecture riconosce ogni anno fino a cinque docenti delle scuole di architettura negli Stati Uniti e in Canada con l'ACSA Distinguished Professor Award.